# Settling Down
«Settling Down» — песня американской кантри-певицы и автора-исполнителя Миранды Ламберт, вышедшая 21 октября 2020 года в качестве третьего сингла с её 7-го студийного альбома Wildcard (2019). Авторами песни выступили Миранда Ламберт, Luke Dick и Натали Хемби.
11 ноября 2020 года Ламберт исполнила песню на 54-й церемонии Country Music Association Awards.

## История
Ламберт написала песню вместе с Люком Диком и Натали Хемби, той же командой, которая написала её предыдущий сингл «Bluebird», а спродюсировал его Джей Джойс.
Ламберт придумала сюжет песни во время более раннего разговора со своим водителем автобуса о её отношениях с Бренданом Маклафлином («am I settling up or settling down?», «оседлаю я или остаюсь?») и привнесла это в текст будущей песни, которую вместе со своей командой они написали, «полную парадоксов». Это подчеркнуло бурную жизнь музыканты, гастролирующего по стране, а также желающего жить в усадьбе после новой женитьбы Ламберт на Маклафлине. Ламберт также отметил, что Маклафлин был одним из самых горячих сторонников песни и лоббировал выпуск её как сингла: «И вы знаете, он был там с нами в дороге, и когда я разговаривала по радио, он слышал, что люди на него реагируют».

## Коммерческий успех
«Settling Down» дебютировал на 45-м месте в радиоэфирном кантри-чарте Billboard Country Airplay в дату 3 октября 2020 года и на 49-м месте в кантри-чарте Billboard Hot Country Songs в дату 17 октября 2020 года.
8 мая 2021 года сингл поднялся на 8-е место и стал 16-м хитом Ламберт в десятке лучших Hot Country Songs. Последний раз Ламберт была в top-10 в августе 2020 года с синглом «Bluebird» (№ 3 и шестой № 1 в Country Airplay.

## Музыкальное видео
Режиссёром музыкального видео выступил Трей Фанджой, а премьера состоялась 21 октября 2020 года на Vevo. Он был снят на ферме Ламберт за пределами Нашвилла (Теннесси) при участии её мужа, Брендана Маклафлина (по словам Ламберт: «Это в моём волшебно-счастливом месте в часе езды от Нашвилла».
В начале клипа муж Брендан Маклафлин бросает серию тлеющих взглядов в её сторону, пока кантри-звезда скачет по полю верхом на лошади в великолепно струящемся бело-голубом платье. Миранда пишет тексты песен в блокноте возле живописного озера со стаканом красного вина в руке и бросает любящие взгляды на ловящего рыбу Маклафлина. Они сидят в гамаке и гуляют по лесу. Просто жизнь счастливой пары, которая тайно поженилась в январе 2019 года, певица Ламберт и бывший городской полицейский Нью-Йорка Маклафлин.

## Чарты
| Чарт (2020—2021)                    | Высшая позиция |
| ----------------------------------- | -------------- |
| Канада (Billboard Canadian Hot 100) | 51             |
| Канада (Billboard Country)          | 1              |
| США (Billboard Hot 100)             | 49             |
| США (Billboard Country Airplay)     | 9              |
| США (Billboard Hot Country Songs)   | 7              |

## Сертификации
| Регион                                                                      | Сертификация | Продажи   |
| --------------------------------------------------------------------------- | ------------ | --------- |
| США (RIAA)                                                                  | Платиновый   | 1 000 000 |
| Данные о продажах + прослушиваниях приведены только на основе сертификации. |              |           |